# Saison 5 de Scandal
Chronologie
Saison 4 Saison 6
Cet article présente le guide des épisodes de la cinquième saison de la série télévisée américaine Scandal.

## Généralités
- Le 7 mai 2015, la série a été officiellement renouvelée pour une cinquième saison par le réseau ABC[1].
- Au Canada, elle a été proposée le lendemain sur Netflix.
- En France, elle a été diffusée en version sous-titrée, trois jours après la diffusion américaine[2].

## Distribution

### Acteurs principaux
- Kerry Washington (VF : Marjorie Frantz) : Olivia Pope
- Scott Foley (VF : Mathias Kozlowski) : Jake Ballard
- Darby Stanchfield (VF : Agnès Manoury) : Abby Whelan
- Katie Lowes (VF : Céline Melloul) : Quinn Perkins
- Guillermo Díaz (VF : Nessym Guétat) : Huck Finn
- Jeff Perry (VF : Thierry Wermuth) : Cyrus Beene
- Joshua Malina (VF : Patrice Baudrier) : David Rosen
- Bellamy Young (VF : Claire Guyot) : Mellie Grant
- Portia de Rossi (VF : Charlotte Marin) : Elizabeth « Lizzie Bear » North[3]
- Joe Morton (VF : Jean-Paul Pitolin) : Rowan « Eli » Pope [4] (depuis la seconde moitié de la saison, auparavant récurrent)
- Cornelius Smith Jr. (en) (VF : Sidney Kotto) : Marcus Walker[5] (dès l'épisode 4)
- Tony Goldwyn (VF : Philippe Valmont) : Fitzgerald Grant

### Acteurs récurrents et invités
- Artemis Pebdani (en) : Susan Ross (épisodes 1, 2, 6 à 9, 11 à 16, 19 et 20)
- Kate Burton (VF : Évelyne Grandjean) : Sally Langston (épisodes 1, 2, 6, 7, 10 à 16, 19 à 21)
- Ricardo Chavira[6] (VF : Bernard Gabay) : Francisco Vargas (épisodes 11 à 13, 15 à 17, 19 à 21)
- Brian Letscher (VF : Tanguy Goasdoué) : Tom Larsen (épisodes 6, 8, 9, 12, 13, 15 à 17 et 21)
- Joe Morton (VF : Jean-Paul Pitolin) : Rowan Pope (épisodes 3, 6 à 10, 13 à 15) (durant la première moitié de la saison, en tant que récurrent)
- Laila Ayad : Charlotte Reid (épisodes 3, 5, 7, 8, 10, 13 et 21)
- Jay Jackson : Mike Waters (épisodes 1, 2, 8, 12, 16, 19 et 21)
- Kimrie Lewis-Davis : Ashley (épisodes 1 à 3, 5, 7 et 17)
- George Newbern : Charlie (épisodes 9, 10, 12, 14, 15 et 18)
- Gregg Henry (VF : Gabriel Le Doze) : Hollis Doyle (épisodes 14 à 16, 19 et 20)
- Matthew Del Negro (VF : Serge Faliu) : Michael Ambruso (épisodes 5, 13, 17, 19 et 21)
- Norm Lewis : Edison Davis (épisodes 5, 15, 16, 20 et 21)
- Rose Abdoo : Linda Moskowitz (épisodes 4 à 6 et 9)
- Vanya Asher : Ethan (épisodes 12, 14, 15 et 17)
- Mackenzie Astin (en) : Noah Baker (épisodes 3, 5, 7 et 9)
- Joelle Carter (VF : Virginie Kartner) : Vanessa Moss (épisodes 13 à 15 et 18)
- Danny Pino[7] (VF : Xavier Fagnon) : Alex Vargas (épisodes 15 à 17 et 19)
- Amrapali Ambegaokar : Jessica (épisodes 2, 4 et 8)
- Annabeth Gish[8] (VF : Véronique Augereau) : Lillian Forrester (épisodes 11, 12 et 17)
- Mia Maestro[9] (VF : Barbara Beretta) : Elise (épisodes 5 et 6)
- Paul Adelstein (VF : Boris Rehlinger) : Leo Bergen (épisode 5)
- Julie Claire (en)[10] : Francesca Hunter (épisode 4)

## Épisodes

### Épisode 1:Lourde est la tête qui porte la couronne
- États-Unis : 24 septembre 2015 sur ABC[11]
- Canada : 25 septembre 2015 sur Netflix
- France : 26 juin 2016 sur Canal+ Séries
- Québec : 8 septembre 2016 sur Séries+[12]
- Suisse : 13 juillet 2017 sur RTS Deux[13]

- États-Unis : 10,25 millions de téléspectateurs[14] (première diffusion)

### Épisode 2:Affirmatif
- États-Unis : 1er octobre 2015 sur ABC
- Canada : 2 octobre 2015 sur Netflix
- France : 26 juin 2016 sur Canal+ Séries
- Québec : 15 septembre 2016 sur Séries+
- Suisse : 13 juillet 2017 sur RTS Deux

- États-Unis : 9,12 millions de téléspectateurs[15] (première diffusion)

### Épisode 3:Paris en flammes
- États-Unis : 8 octobre 2015 sur ABC
- Canada : 9 octobre 2015 sur Netflix
- France : 26 juin 2016 sur Canal+ Séries
- Québec : 22 septembre 2016 sur Séries+
- Suisse : 20 juillet 2017 sur RTS Deux

- États-Unis : 8,76 millions de téléspectateurs[16] (première diffusion)

### Épisode 4:Messages subliminaux
- États-Unis : 15 octobre 2015 sur ABC
- Canada : 16 octobre 2015 sur Netflix
- France : 3 juillet 2016 sur Canal+ Séries
- Québec : 29 septembre 2016 sur Séries+
- Suisse : 20 juillet 2017 sur RTS Deux

- États-Unis : 8,06 millions de téléspectateurs[17] (première diffusion)

### Épisode 5:Mademoiselle est servie
- États-Unis : 22 octobre 2015 sur ABC
- Canada : 23 octobre 2015 sur Netflix
- France : 3 juillet 2016 sur Canal+ Séries
- Québec : 6 octobre 2016 sur Séries+
- Suisse : 20 juillet 2017 sur RTS Deux

- États-Unis : 8,28 millions de téléspectateurs[18] (première diffusion)

### Épisode 6:Issue de secours
- États-Unis : 29 octobre 2015 sur ABC
- Canada : 30 octobre 2015 sur Netflix
- France : 3 juillet 2016 sur Canal+ Séries
- Québec : 13 octobre 2016 sur Séries+
- Suisse : 27 juillet 2017 sur RTS Deux

- États-Unis : 7,8 millions de téléspectateurs[19] (première diffusion)

### Épisode 7:Même le diable mérite une seconde chance
- États-Unis : 5 novembre 2015 sur ABC
- Canada : 6 novembre 2015 sur Netflix
- France : 10 juillet 2016 sur Canal+ Séries
- Québec : 20 octobre 2016 sur Séries+
- Suisse : 27 juillet 2017 sur RTS Deux

- États-Unis : 8,03 millions de téléspectateurs[20] (première diffusion)

### Épisode 8:L'Interprète
- États-Unis : 12 novembre 2015 sur ABC
- Canada : 13 novembre 2015 sur Netflix
- France : 10 juillet 2016 sur Canal+ Séries
- Québec : 27 octobre 2016 sur Séries+
- Suisse : 27 juillet 2017 sur RTS Deux

- États-Unis : 7,7 millions de téléspectateurs[21] (première diffusion)

### Épisode 9:Chérie, il fait froid dehors
- États-Unis : 19 novembre 2015 sur ABC
- Canada : 20 novembre 2015 sur Netflix
- France : 10 juillet 2016 sur Canal+ Séries
- Québec : 3 novembre 2016 sur Séries+
- Suisse : 3 août 2017 sur RTS Deux

- États-Unis : 8,13 millions de téléspectateurs[22] (première diffusion)

### Épisode 10:Projet Mercury
- États-Unis : 11 février 2016 sur ABC[23]
- Canada : 12 février 2016 sur Netflix
- France : 17 juillet 2016 sur Canal+ Séries
- Québec : 10 novembre 2016 sur Séries+
- Suisse : 3 août 2017 sur RTS Deux

- États-Unis : 6,96 millions de téléspectateurs[24] (première diffusion)

### Épisode 11:La Candidate
- États-Unis : 18 février 2016 sur ABC
- Canada : 19 février 2016 sur Netflix
- France : 17 juillet 2016 sur Canal+ Séries
- Québec : 17 novembre 2016 sur Séries+
- Suisse : 4 août 2017 sur RTS Deux

- États-Unis : 6,09 millions de téléspectateurs[25] (première diffusion)

### Épisode 12:En roue libre
- États-Unis : 25 février 2016 sur ABC
- Canada : 26 février 2016 sur Netflix
- France : 17 juillet 2016 sur Canal+ Séries
- Québec : 24 novembre 2016 sur Séries+
- Suisse : 10 août 2017 sur RTS Deux

- États-Unis : 5,85 millions de téléspectateurs[26] (première diffusion)

### Épisode 13:Le poisson pourrit toujours par la tête
- États-Unis : 10 mars 2016 sur ABC
- Canada : 11 mars 2016 sur Netflix
- France : 24 juillet 2016 sur Canal+ Séries
- Québec : 1er décembre 2016 sur Séries+
- Suisse : 11 août 2017 sur RTS Deux

- États-Unis : 5,97 millions de téléspectateurs[27] (première diffusion)

### Épisode 14:Je te vois
- États-Unis : 17 mars 2016 sur ABC
- Canada : 18 mars 2016 sur Netflix
- France : 24 juillet 2016 sur Canal+ Séries

 Québec : 8 décembre 2016 sur Séries+
- Suisse : 17 août 2017 sur RTS Deux

- États-Unis : 6,31 millions de téléspectateurs[28] (première diffusion)

### Épisode 15:Posez vos stylos
- États-Unis : 24 mars 2016 sur ABC
- Canada : 25 mars 2016 sur Netflix
- France : 24 juillet 2016 sur Canal+ Séries

 Québec : 15 décembre 2016 sur Séries+
- Suisse : 17 août 2017 sur RTS Deux

- États-Unis : 6,15 millions de téléspectateurs[29] (première diffusion)

### Épisode 16:La Mauvaise Éducation de Susan Ross
- États-Unis : 31 mars 2016 sur ABC
- Canada : 1er avril 2016 sur Netflix
- France : 31 juillet 2016 sur Canal+ Séries
- Québec : 5 janvier 2017 sur Séries+
- Suisse : 17 août 2017 sur RTS Deux

- États-Unis : 6,44 millions de téléspectateurs[30] (première diffusion)

Jimmy Kimmel (lui-même)

### Épisode 17:Tchac!
- États-Unis : 7 avril 2016 sur ABC
- Canada : 8 avril 2016 sur Netflix
- France : 31 juillet 2016 sur Canal+ Séries
- Québec : 12 janvier 2017 sur Séries+
- Suisse : 24 août 2017 sur RTS Deux

- États-Unis : 5,88 millions de téléspectateurs[31] (première diffusion)

### Épisode 18:Jusqu'à ce que la mort nous sépare
- États-Unis : 21 avril 2016 sur ABC
- Canada : 22 avril 2016 sur Netflix
- France : 31 juillet 2016 sur Canal+ Séries
- Québec : 19 janvier 2017 sur Séries+
- Suisse : 24 août 2017 sur RTS Deux

- États-Unis : 6,00 millions de téléspectateurs[32] (première diffusion)

### Épisode 19:Attachez vos ceintures
- États-Unis : 28 avril 2016 sur ABC
- Canada : 29 avril 2016 sur Netflix
- France : 7 août 2016 sur Canal+ Séries
- Québec : 26 janvier 2017 sur Séries+
- Suisse : 24 août 2017 sur RTS Deux

- États-Unis : 6,25 millions de téléspectateurs[33] (première diffusion)

### Épisode 20:Joker
- États-Unis : 5 mai 2016 sur ABC
- Canada : 6 mai 2016 sur Netflix
- France : 7 août 2016 sur Canal+ Séries
- Québec : 2 février 2017 sur Séries+
- Suisse : 14 septembre 2017 sur RTS Deux

- États-Unis : 6,06 millions de téléspectateurs[34] (première diffusion)

### Épisode 21:Bravo, ma fille!
- États-Unis : 12 mai 2016 sur ABC[35]
- Canada : 13 mai 2016 sur Netflix
- France : 7 août 2016 sur Canal+ Séries
- Québec : 9 février 2017 sur Séries+
- Suisse : 14 septembre 2017 sur RTS Deux

- États-Unis : 6,65 millions de téléspectateurs[36] (première diffusion)

## Audiences aux États-Unis
La moyenne de cette saison est de 7,20 millions de téléspectateurs américains. L'épisode le plus regardé est le premier, Lourde est la tête qui porte la couronne (Heavy is the Head) avec 10,25 millions de téléspectateurs, alors que l'épisode le moins regardé est le 12e, En roue libre (Wild Card) avec 5,85 millions de téléspectateurs américains.
| N° d'épisode | Titre original                          | Titre français                           | Chaîne | Date de diffusion originale | Audience (en millions de téléspectateurs) | PDM sur les 18-49 ans |
| ------------ | --------------------------------------- | ---------------------------------------- | ------ | --------------------------- | ----------------------------------------- | --------------------- |
| 1            | Heavy is the Head                       | Lourde est la tête qui porte la couronne | ABC    | 24 septembre 2015           | 10,25                                     | 3,3                   |
| 2            | Yes                                     | Affirmatif                               | ABC    | 1er octobre 2015            | 9,12                                      | 2,8                   |
| 3            | Paris is Burning                        | Paris en flammes                         | ABC    | 8 octobre 2015              | 8,76                                      | 2,6                   |
| 4            | Dog-Whistle Politics                    | Messages subliminaux                     | ABC    | 15 octobre 2015             | 8,06                                      | 2,4                   |
| 5            | You Got Served                          | Mademoiselle est servie                  | ABC    | 22 octobre 2015             | 8,28                                      | 2,5                   |
| 6            | Get Out of Jail, Free                   | Issue de secours                         | ABC    | 29 octobre 2015             | 7,80                                      | 2,3                   |
| 7            | Even the Devil Deserves a Second Chance | Même le diable mérite une seconde chance | ABC    | 5 novembre 2015             | 8,03                                      | 2,2                   |
| 8            | Rasputin                                | L'Interprète                             | ABC    | 12 novembre 2015            | 7,70                                      | 2,2                   |
| 9            | Baby, It's Cold Outside                 | Chérie, il fait froid dehors             | ABC    | 19 novembre 2015            | 8,13                                      | 2,4                   |
| 10           | It's Hard Out Here for a General        | Projet Mercury                           | ABC    | 11 février 2016             | 6,96                                      | 2,1                   |
| 11           | The Candidate                           | La Candidate                             | ABC    | 18 février 2016             | 6,02                                      | 1,8                   |
| 12           | Wild Card                               | En roue libre                            | ABC    | 25 février 2016             | 5,85                                      | 1,7                   |
| 13           | The Fish Rots from the Head             | Le poisson pourrit toujours par la tête  | ABC    | 10 mars 2016                | 5,97                                      | 1,7                   |
| 14           | I See You                               | Je te vois                               | ABC    | 17 mars 2016                | 6,31                                      | 1,6                   |
| 15           | Pencil's Down                           | Posez vos stylos                         | ABC    | 24 mars 2016                | 6,15                                      | 1,6                   |
| 16           | The Miseducation of Susan Ross          | La Mauvaise Éducation de Susan Ross      | ABC    | 31 mars 2016                | 6,44                                      | 1,7                   |
| 17           | Thwack!                                 | Tchac !                                  | ABC    | 7 avril 2016                | 5,88                                      | 1,7                   |
| 18           | Til Death Do Us Part                    | Jusqu'à ce que la mort nous sépare       | ABC    | 21 avril 2016               | 6,00                                      | 1,5                   |
| 19           | Buckle Up                               | Attachez vos ceintures                   | ABC    | 28 avril 2016               | 6,25                                      | 1,6                   |
| 20           | Trump Card                              | Joker                                    | ABC    | 5 mai 2016                  | 6,06                                      | 1,5                   |
| 21           | That's My Girl                          | Bravo, ma fille !                        | ABC    | 12 mai 2016                 | 6,65                                      | 1,8                   |